# Leistungssteller

Blockschaltbild

Als Leistungssteller werden in der Industrie sämtliche elektronischen Geräte bezeichnet, mit denen man Leistung (bzw. Strom oder Spannung) variabel von 0–100 % stellen kann. Typischerweise handelt es sich dabei um Thyristorsteller.

## Steuerungsarten
- Die Amplitudenregelung mittels Pulsweiten-Modulation (PWM) bestimmt die Leistung durch das Verhältnis von Einschaltdauer zu Pausendauer während einer festen Periode und ist die am meisten angewandte Steuerart. Für träge Prozesse ist diese Steuerungsart ideal.
- Die Pulspaketsteuerung (auch: Impulsgruppenbetrieb) als Unterart der PWM sorgt für gezieltes Schalten einzelner Vollwellen des Netzes mit dem Ziel, lange Ein- oder Aus-Phasen zu vermeiden.
- Beim Phasenanschnitt wird jede einzelne Halbwelle direkt angeschnitten. Der nicht-sinusförmige Stromverlauf des Phasenanschnitts verursacht im versorgenden Stromnetz teilweise erhebliche Störungen. Da Strom und Spannung nicht denselben Signalverlauf haben, ergibt sich daraus eine so genannte Steuer- oder Oberschwingungs-Blindleistung.

Ob im Prozess Phasenanschnitt oder Vollwellensteuerung eingesetzt werden kann, hängt sehr stark von der verwendeten Last und den Anforderungen der Applikation ab.

## Ansteuerung
Die Leistungssteller werden normalerweise mit einem der folgenden Verfahren angesteuert, um den gewünschten Stellwert von der Steuerung zum Leistungssteller zu bringen:
- Die einfachste Methode zur Ansteuerung von Leistungsstellern ist die analoge Ansteuerung mit einem Einheitssignal von 0-10 V, das von einer SPS o. ä. kommt. Dazu wird für jeden einzelnen Leistungssteller ein analoger Ausgang sowie zusätzlich für die gesamte Anlage ein digitaler Freigabe-Ausgang benötigt.
- Eine Alternative ist die Übermittlung der analogen Stellwerte mittels eines seriellen Datentelegramms über digitale Ausgänge. Dazu wird für jeden einzelnen Leistungssteller ein digitaler Ausgang für die Daten sowie zusätzlich für die gesamte Anlage ein digitaler Ausgang für den Takt benötigt.
- Die gängigste Methode ist die Ansteuerung über einen Feldbus. Hier werden z. B. Profibus DP, Modbus oder CAN-Bus eingesetzt. Damit lassen sich Leistungssteller ideal in die übergreifende Anlagensteuerung integrieren.

## Überwachungsfunktionen
Moderne Leistungssteller sind mit einer Reihe von Überwachungsfunktionen ausgestattet, die einen sicheren und stabilen Betrieb ermöglichen. Dazu gehören u. a. Überwachung Sicherungsfall, Drahtbruch, Lastbruch, Ausfall Lastspannung oder Hilfsspannung, Unterspannung, Ausfall und Teilausfall Thyristorsteller, Temperaturüberwachung.

## Drehstrommotor
Zum Sanftanlauf von Drehstrommotoren sind die genannten Steuerungsarten begrenzt geeignet und für die Drehzahlregelung gar nicht. Hier kommen vornehmlich Frequenzumrichter zum Einsatz.

## Weiterführende Literatur
- Manfred Schleicher, Winfried Schneider; Elektronische Leistungssteller Grundlagen und Tipps für den Praktiker ISBN 978-3-935742-04-7